# Hug de Llupià i Bages
Hug de Llupià i Bages (Rosselló, ? - ?, 1427), fou bisbe de Tortosa i de València, i escriptor català en llengua llatina. Pertanyia a una família noble rossellonesa i era germà de Ramon de Llupià. Exercí gran influència i tingué una presència gairebé constant prop del rei des del començament del regnat.

## Biografia
Era fill de Pere de Llupià, senyor de Bages i del castell de Monistrol del Rosselló i germà de Ramon de Llupià-Bages.
Fou nomenat bisbe de Tortosa l'any 1379, seu que ocupà fins al 1397, quan fou traslladat a la seu de València pel papa Benedicte XIII. El 1388 establí a la seva diòcesi la festa de la Immaculada Concepció i promulgà diverses constitucions sinodals els anys 1390, 1393 i 1397. El 15 d'abril de 1388 va celebrar un sínode, on es va establir constitució De honestate vestium clericorum, Al morir Joan I formà part de l'ambaixada que es traslladà a Sicília per visitar Martí l'Humà i demanar-li el seu retorn al Principat de Catalunya. El papa Benet XIII, a petició del rei, el transferí a la seu de València, d'on fou bisbe del 1398 al 1427, any de la seva mort. El 1408 assistí al concili de Perpinyà i, al retornar a València, fou rebut triomfalment. En canvi, no va participar en el Concili de Constança. Celebrà sínode l'any 1422 i promulgà vuit constitucions, relatives a celebració de la missa i cerimònies. Està enterrat a la capella major de la catedral de València. Francesc Eiximenis li dedicà el Pastorale., que és un llibre escrit en llatí que tracta de consells per a preveres i bisbes, seguint el clàssic Pastorale de Sant Gregori el Gran.

## Obres
- Constitucions litúrgiques i sinodals (llatí)
- Liber Instrumentorum (llatí)